# Gerardo Malla
Gerardo Malla (Buendía, Cuenca; 24 de noviembre de 1936 - Madrid, 15 de enero de 2021) fue un actor y director de teatro español.

## Biografía
Ingresó en el Instituto de Investigaciones y Experiencias Cinematográficas en la especialidad de interpretación en 1955.
En esa época realizó sus primeras incursiones en la interpretación, actuando en el Teatro Español Universitario de la Facultad de Filosofía y Letras de la Universidad Complutense de Madrid.
En 1959 debutó como actor profesional del Teatro Español de Madrid. A partir de ese momento, simultaneó teatro y televisión, y en menor medida, cine. En 1974 comenzó su carrera como director teatral.
En su faceta de actor televisivo interpretó decenas de personajes en los espacios Estudio 1, Novela, Ficciones (1972-1974) siendo de destacar el personaje de Francisco Bayeu en la serie Goya, todas ellas en Televisión española.
En cine intervino entre otras películas en El asombroso mundo de Borjamari y Pocholo (2004).
Catorce años más tarde fundó junto a José Luis Alonso de Santos, Rafael Álvarez "El Brujo" y Jesús F. Cimarro la productora teatral Pentación, S.L.
Retirado de la escena, durante sus últimos años intervino en diversas producciones televisivas como El ministerio del tiempo (2017) y La catedral del Mar (2018). Anteriormente se había despedido de su faceta como actor teatral con La familia de Pascual Duarte (2011) y Entre Marta y Lope (2013).
También se adentró en la narrativa, publicando la obra El derribo.
Estuvo casado con la actriz Amparo Valle (fallecida en 2016), es padre de Miguel Malla y Coque Malla, los dos son músicos y compositores. El segundo fue vocalista del conjunto Los Ronaldos y actor. En el año 2000 se casó con la restauradora de arte Mercedes Sanz La Parra.

## Muerte
Falleció el día 15 de enero de 2021 a los 84 años de edad.

## Obras de teatro dirigidas
- La Murga de Alfonso Jiménez Romero y Francisco Díaz Velázquez.
- De San Pascual a San Gil de Domingo Miras.
- El día que me quieras de José Ignacio Cabrujas.
- Dobles parejas de David Wilse.
- Vis a vis en Hawai de José Luis Alonso de Santos.
- Bajarse al moro de José Luis Alonso de Santos.
- La taberna fantástica de Alfonso Sastre.
- Fuera de quicio de José Luis Alonso de Santos.
- Las galas del difunto de Valle-Inclán.
- Pares y nines de José Luis Alonso de Santos.
- El hombre del Taj Mahal de Santiago Moncada.
- Trampa para pájaros de José Luis Alonso de Santos.
- El pícaro, aventuras y desventuras de Lucas Maraña de Fernando Fernán Gómez.
- Dígaselo con Valium de José Luis Alonso de Santos.
- Entre bobos anda el juego, de Francisco de Rojas Zorrilla
- El último amante de Neil Simon.
- Buenas noches, madre de Marsha Norman.
- Una luna para el bastardo de Eugene O´Neill.
- Yo me bajo en la próxima, ¿y usted? de Adolfo Marsillach.
- Eutanasio de Manuel Ruiz-Castillo.
- Bienvenida a casa de Neil Simon.
- La heredera (1951), de Ruth y August Goetz.
- Salvajes de José Luis Alonso de Santos.
- La visita inesperada, de Agatha Christie
- Píntame en la eternidad de Alberto Miralles.
- El derribo de Gerardo Malla.
- Preferiría que no de Antonia Bracanti.
- Madame Raquin de Émile Zola.
- Sopa de mijo para cenar de Darío Fo.
- El hijo fingido de Lope de Vega (adaptado por Jesús María de Arozamena y Victoria Kamhi) y Joaquín Rodrigo (Zarzuela).
- La Chulapona de Federico Moreno Torroba, Federico Romero y Guillermo Fernández-Shaw (Zarzuela).
- Los Gavilanes de Jacinto Guerrero y José Ramos Martín (Zarzuela).
- El Hombrecito de Carlos Pais y Américo Alfredo Torchelli.
- Una noche de primavera sin sueño de Enrique Jardiel Poncela.
- Las bicicletas son para el verano de Fernando Fernán Gómez
- La retirada de Moscú de William Nicholson.
- El desdén, con el desdén de Agustín Moreto. Compañía Nacional de Teatro Clásico, estreno en Almagro, 1991.[5]

## Filmografía
- María Rosa; dirección: Armando Moreno, (1965)
- Biotaxia; dirección: José María Nunes, (1968)
- El certificado; dirección: Vicente Lluch, (1970)
- La línea (Ferdinand Pascal (cortometraje); dirección: Martí Pey, (1970) [nota 1]
- Goya, historia de una soledad; dirección: Nino Quevedo, (1971)
- Flor de santidad; dirección: Adolfo Marsillach, (1973)

## Actuaciones en televisión
- El candelabro (cortometraje); dirección: Javier González Álvarez, (1956)
- Gran teatro
  - Despedida de soltero (27 de noviembre de 1964)
- Primera fila
  - El viaje de Mr. Perrichon (18 de mayo de 1965)
- Estudio 1
  - Un plazo para vivir (20 de octubre de 1965)
  - Cartas sin firma (17 de noviembre de 1965)
  - La boda de la chica (23 de febrero de 1966)
  - Hamlet (23 de octubre de 1970)
  - La ermita, la fuente y el río (6 de octubre de 1971)
  - Dulce nombre (28 de enero de 1972)
  - Desnudo con violín (30 de marzo de 1980)
  - Las viejas difíciles (6 de noviembre de 1981)
  - El día que me quieras (10 de enero de 1983)
- Dos en la ciudad
  - Venta por pisos (29 de octubre de 1965)
- Teatro de siempre
  - Ricardo III (30 de marzo de 1967)
  - Sublime decisión (8 de mayo de 1969)
  - Los recién casados (11 de mayo de 1970)
- Telecomedia de humor
  - Muérete y verás (10 de diciembre de 1967)
  - A la vejez, viruelas (3 de marzo de 1968)
- Hora once
  - La metamorfosis (1968)
- Novela
  - Amalia (20 de julio de 1970)
  - Amalia II (21 de julio de 1970)
  - Amalia III (22 de julio de 1970)
  - Amalia IV (23 de julio de 1970)
  - Amalia V (24 de julio de 1970)
  - Amalia VI (31 de agosto de 1970)
  - Amalia VII (1 de septiembre de 1970)
  - Amalia VIII (2 de septiembre de 1970)
  - Amalia IX (3 de septiembre de 1970)
  - Amalia X (4 de septiembre de 1970)
  - La ínsula de Barataria IV (1 de octubre de 1970)
  - El pesimista corregido (13 de diciembre de 1971)
  - Siempre en capilla (28 de mayo de 1977)
  - Siempre en capilla II (29 de mayo de 1977)
  - Siempre en capilla III (30 de mayo de 1977)
  - El malvado Carabel (13 de junio de 1977)
  - El malvado Carabel II (14 de junio de 1977)
  - El malvado Carabel III (15 de junio de 1977)
  - El malvado Carabel IV (16 de junio de 1977)
  - El malvado Carabel V (17 de junio de 1977)
- Teatro de misterio
  - La cuerda (17 de agosto de 1970)
- Ficciones
  - El presidente del jurado (17 de febrero de 1972)
  - El club de los distraídos (24 de febrero de 1972)
  - La puerta tapiada (25 de mayo de 1972)
  - Historia de don Miguel (10 de agosto de 1972)
  - Wakefield (10 de noviembre de 1973)
  - Cuatro entrevistas (9 de febrero de 1974)
- Noche de teatro
  - Topaze (2 de agosto de 1974)
- Los libros
  - Niebla (21 de marzo de 1976)
  - Platero y yo (17 de mayo de 1976)
  - El club de los suicidas (7 de diciembre de 1977)
- El túnel (película de televisión); dirección: José Luis Cuerda, (1977)
- El teatro
  - El tintero (11 de mayo de 1978)
- Escrito en América
  - El túnel (24 de junio de 1979)
- Goya (miniserie)
  - La cucaña (13 de mayo de 1985)
  - Pintor del rey (20 de mayo de 1985)
  - Cayetana (27 de mayo de 1985)
- El mundo de Juan Lobón (miniserie)
  - Episodio 2 (21 de enero de 1989)
- Miguel Servet, la sangre y la ceniza
  - El corazón y las estrellas (22 de marzo de 1989)
- Brigada Central
  - Flores, "El Gitano" (3 de noviembre de 1989)
  - Sólo para los amigos (10 de noviembre de 1989)
  - Vistas al mar (17 de noviembre de 1989)
  - Último modelo (24 de noviembre de 1989)
  - Pies de plomo (1 de diciembre de 1989)
  - Asuntos de rutina (8 de diciembre de 1989)
  - Noche sin fin (15 de diciembre de 1989)
  - El ángel de la muerte (22 de diciembre de 1989)
  - El cebo (29 de diciembre de 1989)

## Proyectos dirigidos
- Prólogo (Cortometraje), (1969)
- Estudio 1
  - El día que me quieras (10 de enero de 1983)
- Dragon Rapide; dirección: Jaime Camino, (1986) [nota 2]
- La rusa; dirección: Mario Camus, (1987) [nota 3]
- La taberna fantástica (película de televisión); dirección: Gerardo Malla-Francisco Montolío, (1988)
- Brigada Central
  - Flores, "El Gitano" (3 de noviembre de 1989) [nota 4]
- Salvajes (película de televisión), (1998)
- ¡Qué grande es el teatro
  - Píntame una eternidad (6 de marzo de 1999)